# Orgyia splendida
Orgyia splendida is een vlinder uit de familie van de spinneruilen (Erebidae), onderfamilie donsvlinders (Lymantriinae). De wetenschappelijke naam van de 
soort is voor het eerst geldig gepubliceerd in 1842 door Rambur.
Deze nachtvlinder komt voor in Europa.